# Hornsby Shire
Koordinaten: 33° 42′ S, 151° 6′ O

Hornsby Shire ist ein lokales Verwaltungsgebiet (engl.: Local Government Area, kurz: LGA) im australischen Bundesstaat New South Wales. Hornsby gehört zur Metropole Sydney, der Hauptstadt von New South Wales. Das Gebiet ist mit 455 km² die größte LGA der Stadt und hat etwa 152.000 Einwohner.
Hornsby liegt im Norden Sydneys südwestlich des Hawkesbury River etwa 20 km bis 58 km nordwestlich des Stadtzentrums. Das Gebiet umfasst 39 Stadtteile: Arcadia, Asquith, Berowra, Berowra Heights, Berowra Waters, Berrilee, Brooklyn, Canoelands, Cherrybrook, Cowan, Dangar Island, Fiddletown, Forest Glen, Galston, Hornsby, Hornsby Heights, Laughtondale, Milsons Passage, Mount Colah, Mount Kuring-Gai, Normanhurst, North Epping, Pennant Hills, Singletons Mill, Thornleigh, Waitara, Westleigh und Teile von Beecroft, Castle Hill, Cheltenham, Dural, Middle Dural, Epping, Glenhaven, Glenorie, Maroota, Wahroonga, West Pennant Hills und Wisemans Ferry. Der Sitz des Shire Councils befindet sich im Stadtteil Hornsby am Südostrand der LGA.

## Verwaltung
Der Council of the Shire of Hornsby hat zehn Mitglieder, die von den Bewohnern der LGA gewählt werden. Je drei Mitglieder kommen aus den drei Wards A, B und C. Der Vorsitzende und Mayor (Bürgermeister) wird zusätzlich von allen Bewohnern der LGA gewählt. Die drei Bezirke sind unabhängig von den Stadtteilen festgelegt.